# Ctenosaura clarki
Ctenosaura clarki là một loài thằn lằn trong họ Iguanidae. Loài này được Bailey mô tả khoa học đầu tiên năm 1928.